# Iglesia de Aa
Iglesia de Aa ( en danés: Aa kirke), ubicada en Aakirkeby en la isla danesa de Bornholm, es una iglesia románica que data del siglo XII.  Es la iglesia parroquial de la parroquia de Aaker. 

## Historia y arquitectura
La Iglesia Aa, que literalmente significa "iglesia de la corriente", debe su nombre a los dos arroyos que discurren a su lado.  Dedicada a Juan el Bautista, fue conocida como Sankt Hans kirke (Iglesia de San Juan). Una figura dorada de San Juan estuvo en la iglesia hasta 1706, pero fue enterrada en el cementerio por el sacerdote, ya que atraía una atención indebida de los prisioneros católicos durante la Gran Guerra del Norte .
La iglesia fue construida en la segunda mitad del siglo XII en varias etapas. Las secciones más antiguas que quedan son el coro y el ábside y las partes más bajas de la nave, todas caracterizadas por ser de arenisca verdosa y pizarra de color marrón oxidado del cercano arroyo Grødby.  El extremo occidental de la nave y la torre están hechos de piedra caliza.  La puerta de los hombres hacia el sur y la puerta de las mujeres hacia el norte se han conservado, aunque esta última se ha transformado en una ventana.
La torre fue originalmente más angosta en el lado occidental, pero ya fue ampliada a sus dimensiones actuales de 13 por 11 metros durante el período románico. Con sus cuatro pisos, alcanza una altura de 22 metros.  Los techos gemelos del siglo XIV probablemente reemplazaron a una pirámide de cuatro lados.  Las campanas están situadas ahora aquí, aunque originalmente estaban al estilo de Bornholm en un campanario separado al sur de la iglesia. Las habitaciones abovedadas de la torre se utilizaron para almacenar alimentos. El pórtico de arenisca de Nexø, el más antiguo de Bornholm, es un poco más reciente que la torre, pero aún se remonta al período románico, entre 1200 y 1235.
La nave es grande y luminosa con un techo plano de madera. El techo abovedado de la época gótica, hacia 1350, está apoyado en cuatro pilares rectangulares.  Antes estaba dividía en dos por muros de arcada y tenía una galería para los nobles del ahora arruinado Castillo de Lilleborg. Durante un importante trabajo de restauración en 1874, los muros de las arcadas fueron derribados, dando a la iglesia su forma actual. La restauración adicional se llevó a cabo en 1968.
 

El retablo y el púlpito datan de 1603, probablemente obra del escultor Johan Ottho de Lund. Con 11 escenas de la vida de Jesús, la pila de arenisca de 1200 se atribuye al escultor Sigraf de Gotland. 

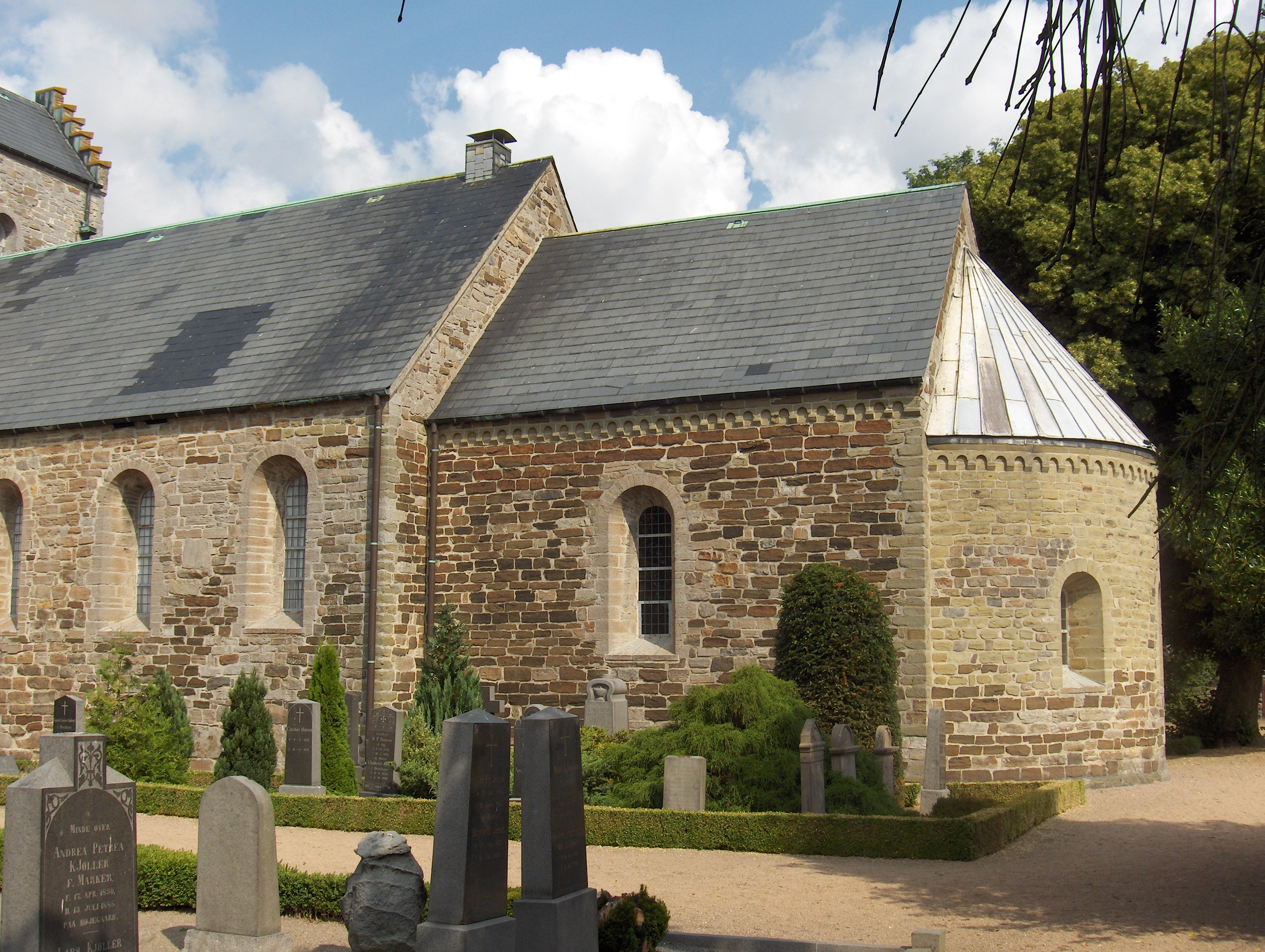
Coro románico y ábside
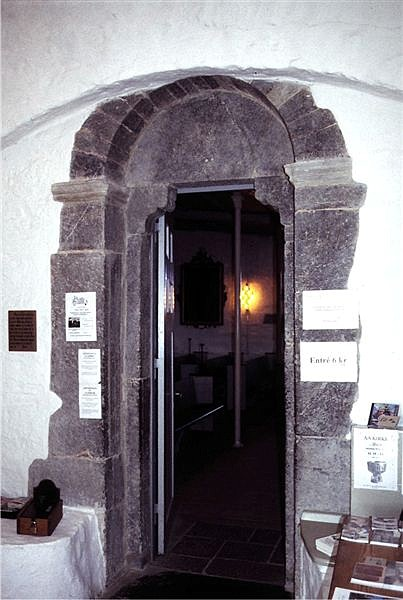
Puerta sur
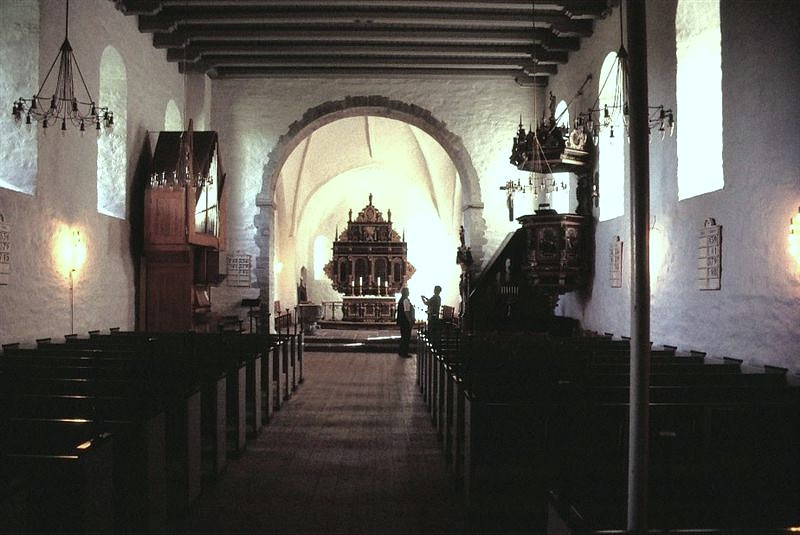
Nave
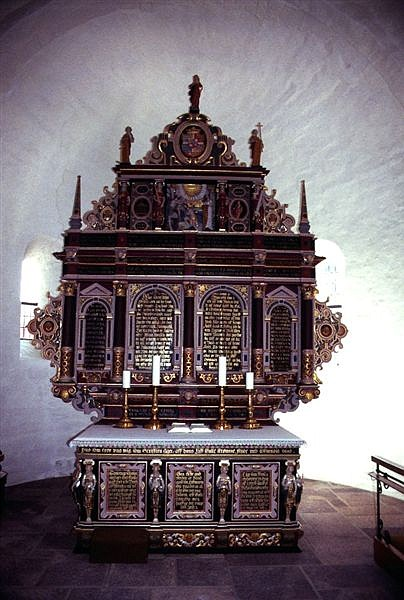
Retablo
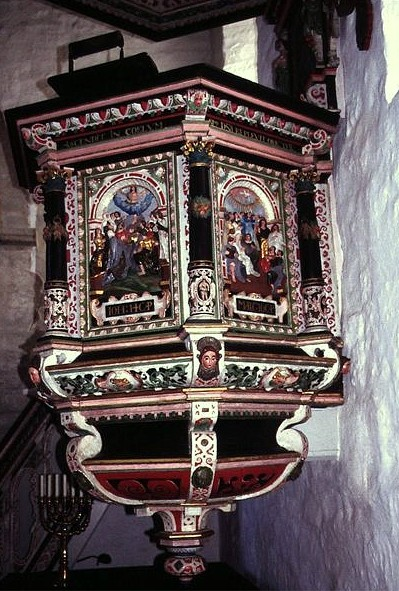
Púlpito
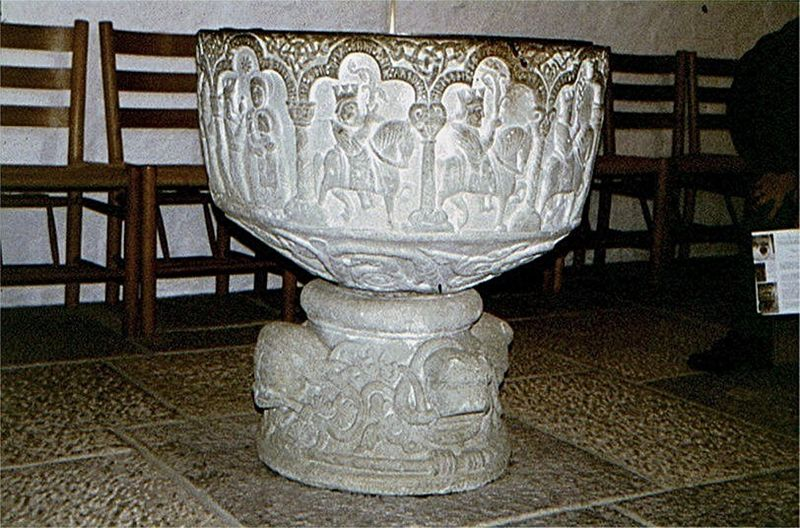
Pila